# Lista de arremessadores da Major League Baseball com 18 strikeouts em um jogo
No beisebol, um strikeout ou strike out (denotado por K ou SO) ocorre quando o batedor recebe três strikes durante sua vez ao bastão. Vinte arremessadores eliminaram por strikeout ao menos 18 rebatedores em jogos de nove entradas na Major League Baseball (MLB) até 2016, sendo o mais recente Max Scherzer do Washington Nationals em 11 de maio de 2016. Quatro jogadores alcançaram o feito mais de uma vez em suas carreiras; nenhum jogador conseguir eliminar por strikes mais que 20 rebatedores em um jogo.  Charlie Sweeney foi o primeiro jogador a eliminar por strike 18 rebatedores em um jogo, jogando pelo Providence Grays contra o Boston Beaneaters em 7 de Junho de 1884. Apesar disso, Bob Feller é visto como o primeiro arremessador a conseguir a façanha, pois seu recorde de 18 strikeouts ter sido o primeiro a ocorrer durate o século XX e na era da bola viva.
Dos vinte arremessadores que alcançaram o feito, quinze eram destros e cinco eram canhotos. Cinco destes jogadores atuaram por apenas um time das grandes ligas. Cinco arremessadores—Steve Carlton, Roger Clemens, Randy Johnson, Nolan Ryan e Tom Seaver—são também membros do  Clube dos 3.000 strikeouts. Sweeney tem o menor número de strikeouts na carreira neste grupo com 505, enquanto Nolan Ryan, com 5.714, eliminou por strikeout mais rebatedores do que qualquer outro arremessador na história da MLB. Bill Gullickson e Kerry Wood são os únicos estreantes a atingir o feito. Tom Seaver concluiu a marca eliminando por strikeout os últimos dez rebatedores que enfrentou, estabelecendo um novo recorde nas grandes ligas por mais strikeouts consecutivos.
Dos onze jogadores elegíveis para o Baseball Hall of Fame e que eliminaram por strikeout 18 rebatedores em um jogo, seis foram eleitos; todos os seis foram eleitos na primeira votação. Jogadores são elegíveis para o Hall of Fame se jogaram ao menos 10 temporadas nas grandes ligas, se aposentaram a mais de 5 temporadas ou faleceram a pelo menos seis meses. Estas exigências deixam um jogador inelegível que ainda é ativo, dois jogadores que estão vivos e jogaram nas últimas cinco temporadas e cinco que não jogadoram por 10 temporadas na MLB.

## Jogadores

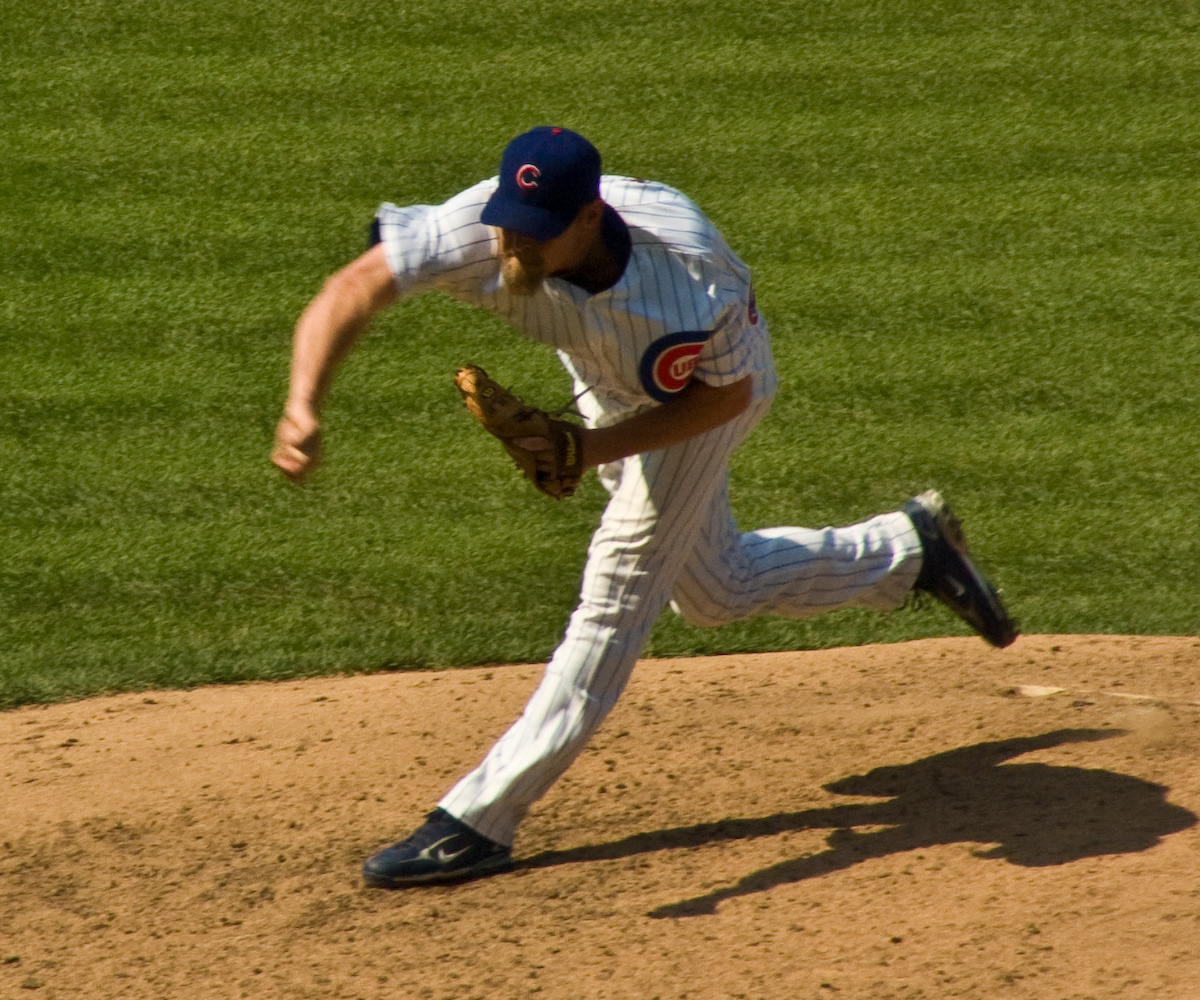
Kerry Wood empatou o recorde na MLB de Roger Clemens com 20 strikeouts em jogo de nove entradas em 6 de Maio de 1998.

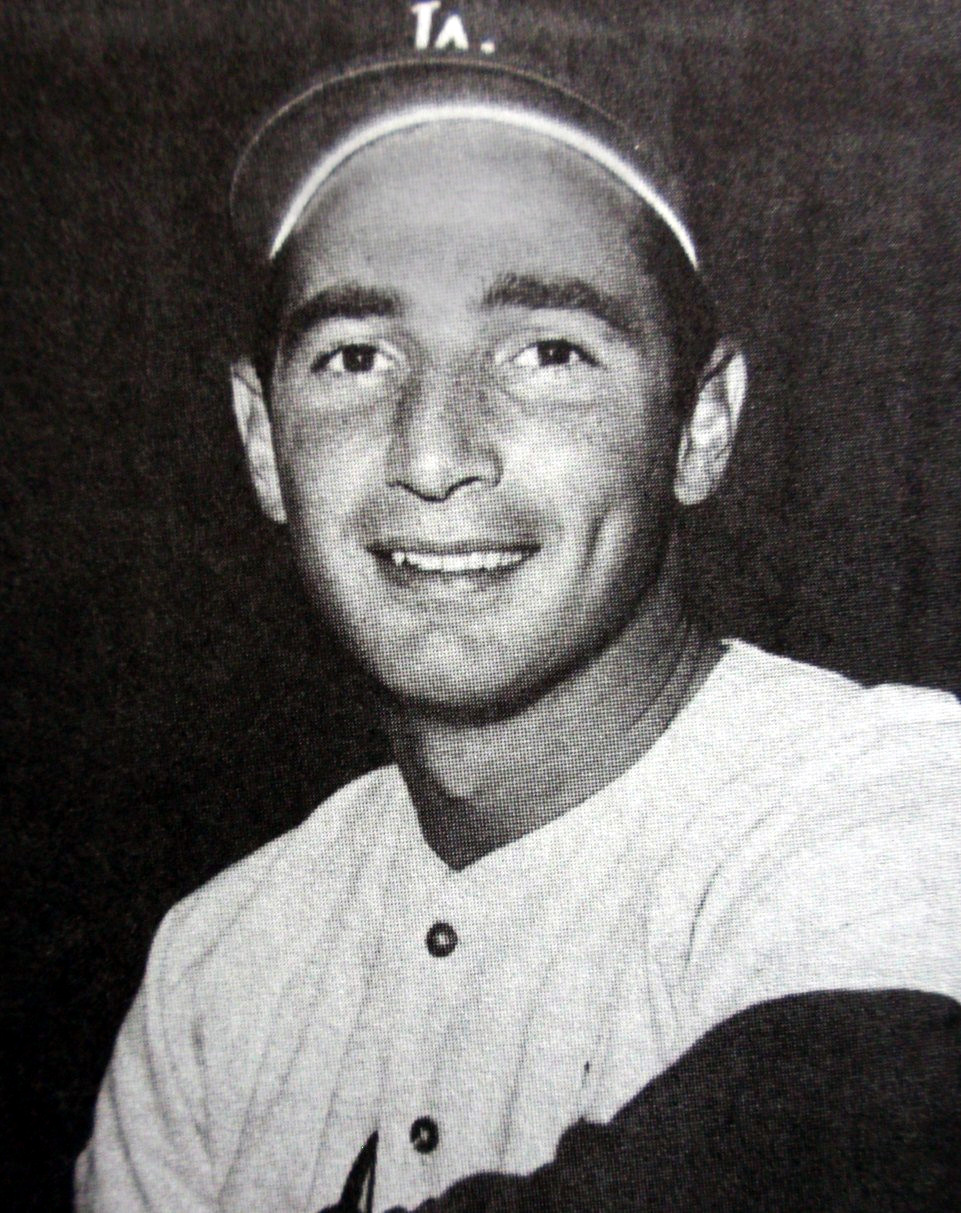
Sandy Koufax é um dos seis arremessadores que conseguiram 18 strikeouts em um jogo a ser eleitos para o Baseball Hall of Fame.

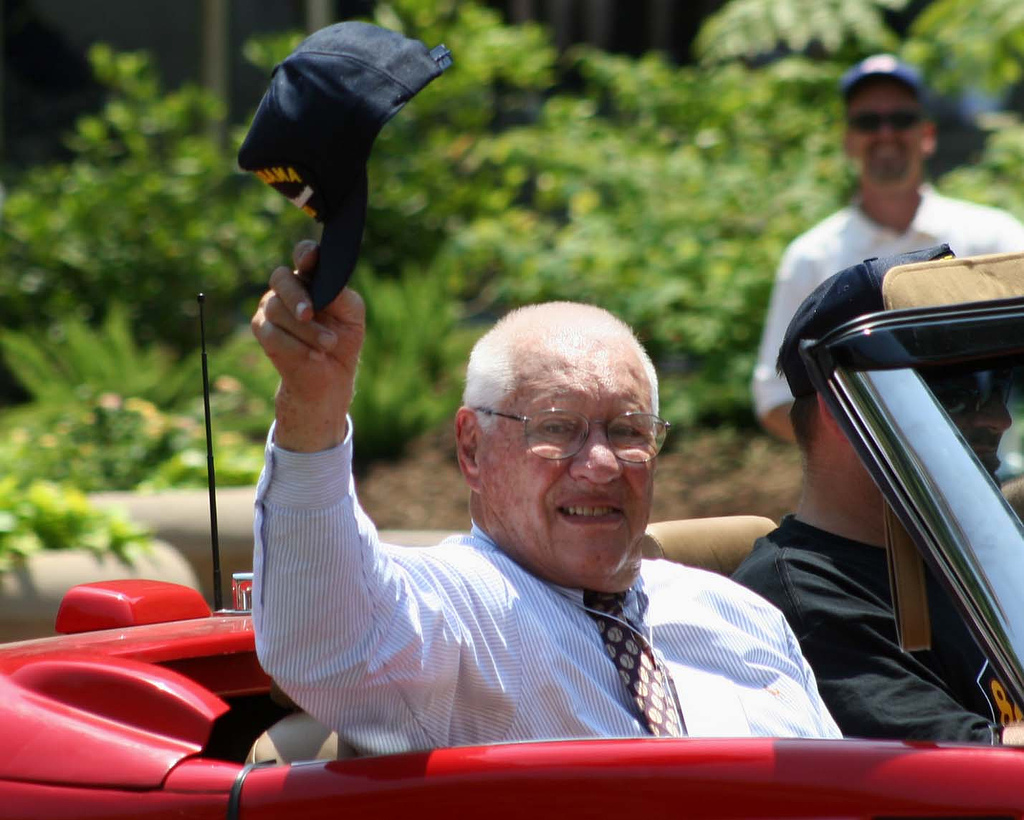
Bob Feller foi o primeiro jogador a atingir 18 strikeouts em um jogo durante a era da bola viva.

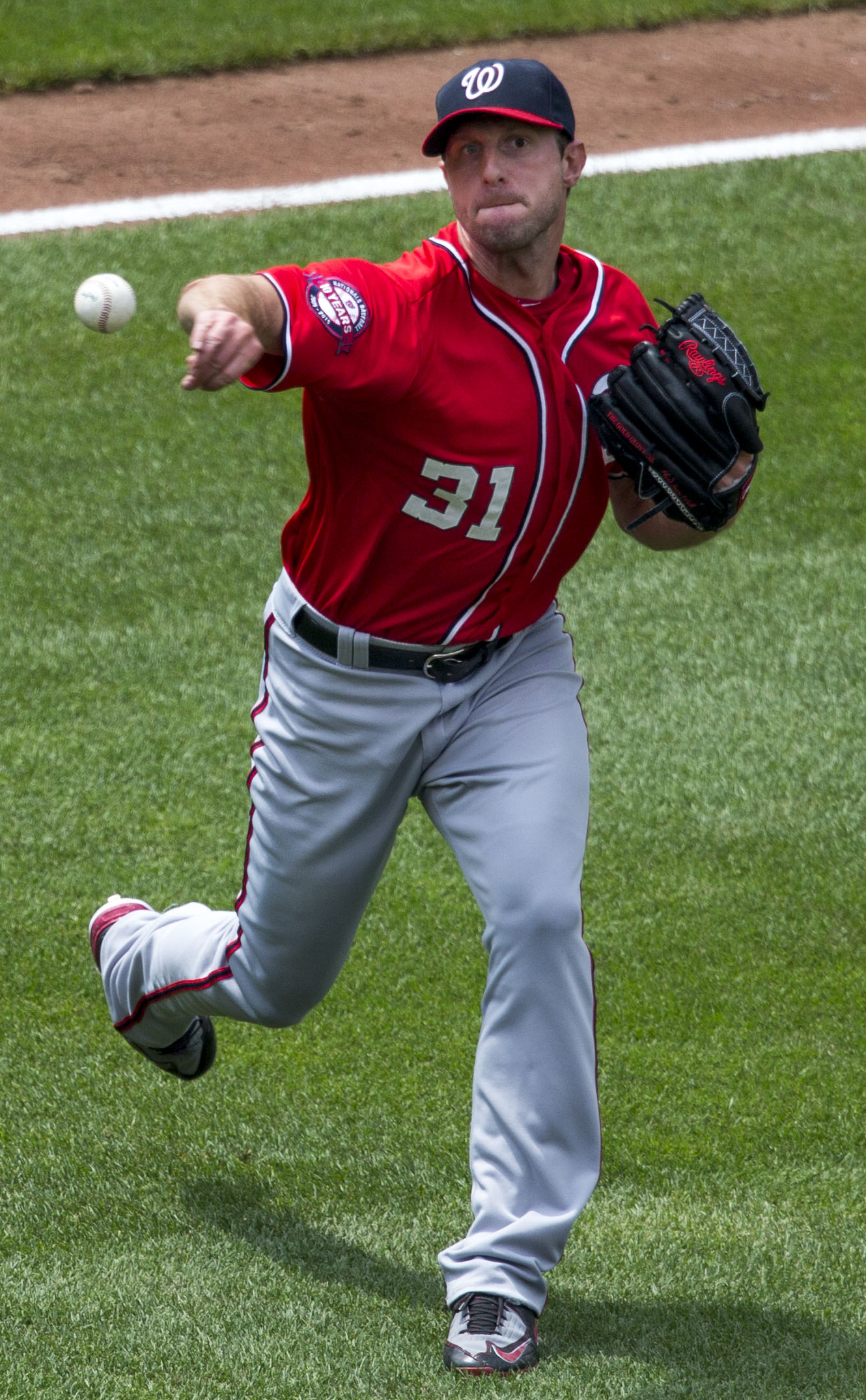
Max Scherzer empatou com Kerry Wood e Roger Clemens com o recorde das grandes ligas com 20 strikeouts em um jogo de nove entradas em 11 de maio de 2016.

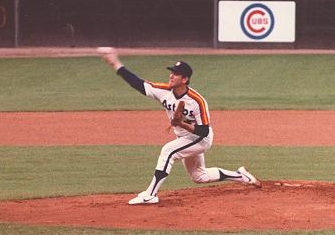
Nolan Ryan acumulou 18 ou mais strikeouts em um jogo de nove entradas por duas vezes, bem como 19 strikeouts em jogos de entradas extras por três vezes.

| Arremessador   | Nome do arremessador                                                        |
| Data           | Data do jogo                                                                |
| Time           | O time em que o jogador atuava na época do jogo                             |
| Time oponente  | O time contra o qual o arremessador eliminou por strikeout 18 jogadores     |
| Placar         | Placar final do jogo, com o placar do time do arremessador listado primeiro |
| Strikeouts     | Número de strikeouts conseguidos pelo arremessador                          |
| Ks na carreira | Strikeouts na carreira                                                      |
| †              | Eleito para o Baseball Hall of Fame                                         |
| *              | Jogador ainda ativo                                                         |
| ‡              | Indica que o time do jogador perdeu a partida                               |

| Arremessador    | Data                   | Time                 | Time oponente         | Placar | Strikeouts | Ks na carreira | Refs          |
| --------------- | ---------------------- | -------------------- | --------------------- | ------ | ---------- | -------------- | ------------- |
| Max Scherzer*   | 11 de maio de 2016     | Washington Nationals | Detroit Tigers        | 3–2    | 20         | 1663           | [ 16 ] [ 17 ] |
| Roger Clemens   | 29 de Abril de 1986    | Boston Red Sox       | Seattle Mariners      | 3–1    | 20         | 4672           | [ 18 ] [ 19 ] |
| Roger Clemens   | 18 de Setembro de 1996 | Boston Red Sox       | Detroit Tigers        | 4–0    | 20         | 4672           | [ 18 ] [ 20 ] |
| Kerry Wood      | 6 de Maio de 1998      | Chicago Cubs         | Houston Astros        | 2–0    | 20         | 1582           | [ 11 ] [ 21 ] |
| Randy Johnson†  | 8 de Agosto de 1997    | Seattle Mariners     | Chicago White Sox     | 5–0    | 19         | 4875           | [ 22 ] [ 23 ] |
| Randy Johnson†  | 24 de Junho de 1997    | Seattle Mariners     | Oakland Athletics     | 1–4‡   | 19         | 4875           | [ 23 ] [ 24 ] |
| David Cone      | 6 de Outubro de 1991   | New York Mets        | Philadelphia Phillies | 7–0    | 19         | 2668           | [ 25 ] [ 26 ] |
| Nolan Ryan†     | 12 de Agosto de 1974   | California Angels    | Boston Red Sox        | 4–2    | 19         | 5714           | [ 27 ] [ 28 ] |
| Tom Seaver†     | 22 de Abril de 1970    | New York Mets        | San Diego Padres      | 2–1    | 19         | 3640           | [ 29 ] [ 30 ] |
| Steve Carlton†  | 15 de Setembro de 1969 | St. Louis Cardinals  | New York Mets         | 3–4‡   | 19         | 4136           | [ 31 ] [ 32 ] |
| Hugh Daily      | 7 de Julho de 1884     | Chicago Browns       | Boston Reds           | 10–4   | 19         | 846            | [ 33 ] [ 34 ] |
| Charlie Sweeney | 7 de Junho de 1884     | Providence Grays     | Boston Beaneaters     | 2–1    | 19         | 505            | [ 35 ] [ 36 ] |
| Corey Kluber*   | 13 de Maio de 2015     | Cleveland Indians    | St. Louis Cardinals   | 2–0    | 18         | 528            | [ 37 ] [ 38 ] |
| Ben Sheets      | 16 de Maio de 2004     | Milwaukee Brewers    | Atlanta Braves        | 4–1    | 18         | 1325           | [ 39 ] [ 40 ] |
| Roger Clemens   | 25 de Agosto de 1998   | Toronto Blue Jays    | Kansas City Royals    | 3–0    | 18         | 4672           | [ 18 ] [ 41 ] |
| Randy Johnson†  | 27 de Setembro de 1992 | Seattle Mariners     | Texas Rangers         | 2–3‡   | 18         | 4875           | [ 23 ] [ 42 ] |
| Ramón Martínez  | 4 de Junho de 1990     | Los Angeles Dodgers  | Atlanta Braves        | 6–0    | 18         | 1427           | [ 43 ] [ 44 ] |
| Bill Gullickson | 10 de Setembro de 1980 | Montreal Expos       | Chicago Cubs          | 4–2    | 18         | 1279           | [ 10 ] [ 45 ] |
| Ron Guidry      | 17 de Junho de 1978    | New York Yankees     | California Angels     | 4–0    | 18         | 1778           | [ 46 ] [ 47 ] |
| Nolan Ryan†     | 10 de Setembro de 1976 | California Angels    | Chicago White Sox     | 3–2    | 18         | 5714           | [ 28 ] [ 48 ] |
| Don Wilson      | 14 de Julho de 1968    | Houston Astros       | Cincinnati Reds       | 6–1    | 18         | 1283           | [ 49 ] [ 50 ] |
| Sandy Koufax†   | 24 de Abril de 1962    | Los Angeles Dodgers  | Chicago Cubs          | 10–2   | 18         | 2396           | [ 51 ] [ 52 ] |
| Sandy Koufax†   | 31 de Agosto de 1959   | Los Angeles Dodgers  | San Francisco Giants  | 5–2    | 18         | 2396           | [ 52 ] [ 53 ] |
| Bob Feller†     | 2 de Outubro de 1938   | Cleveland Indians    | Detroit Tigers        | 1–4‡   | 18         | 2581           | [ 54 ] [ 55 ] |
| Henry Porter    | 3 de Outubro de 1884   | Milwaukee Brewers    | Boston Reds           | 4–5‡   | 18         | 659            | [ 56 ] [ 57 ] |
| Dupee Shaw      | 19 de Julho de 1884    | Boston Reds          | St. Louis Maroons     | 0–1‡   | 18         | 950            | [ 58 ] [ 59 ] |

### 18 strikeouts em jogos com entradas extras
Sete diferente arremessadores eliminaram por strikeout ao menos 18 rebatedores em jogos de entradas extras na Major League Baseball (MLB) até o presente momento. Apenas Nolan Ryan completou o feito mais de uma vez em sua carreira e nenhum jogador conseguiu eliminar por strikeout mais do que 21 rebatedores em um jogo.
A lista a seguir é mantida separadamente da lista anterior. Isto se deve ao fato de um número diferente de entradas em um jogo de entradas extras, a falta de um ponto final definitivo para o jogo que de outra forma permitiria uma comparação justa a ser feita, e com a vantagem de ter mais oportunidades para eliminar jogadores por strikeout durante um jogo de entradas extras em oposição a um jogo com duração de nove entradas.
| EA | Entradas arremessadas pelo arremessador no jogo |

| Arremessador   | Data                   | Time                  | Time oponente     | Placar | Strikeouts | EA | Ks na carreira | Refs          |
| -------------- | ---------------------- | --------------------- | ----------------- | ------ | ---------- | -- | -------------- | ------------- |
| Tom Cheney     | 12 de Setembro de 1962 | Washington Senators   | Baltimore Orioles | 2–1    | 21         | 16 | 345            | [ 60 ] [ 61 ] |
| Randy Johnson† | 8 de Maio de 2001      | Arizona Diamondbacks  | Cincinnati Reds   | 4–3    | 20         | 9  | 4875           | [ 23 ] [ 62 ] |
| Luis Tiant     | 3 de Julho de 1968     | Cleveland Indians     | Minnesota Twins   | 1–0    | 19         | 10 | 2416           | [ 63 ] [ 64 ] |
| Nolan Ryan†    | 14 de Junho de 1974    | California Angels     | Boston Red Sox    | 4–3    | 19         | 13 | 5714           | [ 28 ] [ 65 ] |
| Nolan Ryan†    | 20 de Agosto de 1974   | California Angels     | Detroit Tigers    | 0–1‡   | 19         | 11 | 5714           | [ 28 ] [ 66 ] |
| Nolan Ryan†    | 8 de Junho de 1977     | California Angels     | Toronto Blue Jays | 2–1    | 19         | 10 | 5714           | [ 28 ] [ 67 ] |
| Warren Spahn†  | 14 de Junho de 1952    | Boston Braves         | Chicago Cubs      | 1–3‡   | 18         | 15 | 2583           | [ 68 ] [ 69 ] |
| Chris Short    | 2 de Outubro de 1965   | Philadelphia Phillies | New York Mets     | 0–0    | 18         | 15 | 1629           | [ 70 ] [ 71 ] |
| Jim Maloney    | 14 de Junho de 1965    | Cincinnati Reds       | New York Mets     | 0–1‡   | 18         | 11 | 1605           | [ 72 ] [ 73 ] |